# The Athlete's Foot
 (juillet 2016).
The Athlete's Foot est une entreprise suisse[réf. nécessaire] spécialisée dans la distribution de chaussures de sport et d'autres équipements sportifs. 
Fondée en 1971[réf. nécessaire], elle a été rachetée par Intersport[réf. nécessaire] et a désormais[pas clair] son siège à Berne[réf. nécessaire].